# En la Caravana Mágica Vol.2
En la Caravana Mágica Vol.2 es el tercer disco de estudio como solista del cantante de rock argentino, Gustavo Cordera, junto a su banda de acompañamiento, La Caravana Mágica. Fue editado a principios de julio de 2012, bajo los sellos discográficos de Sony Music y Columbia Records. 
Es la continuación de su predecesor, En la Caravana Mágica (2010) y cuenta con nueve canciones en su totalidad y se destacan: «Soy mi soberano», «Hablándote», «Tenete fe» y «Canción para mi cabeza».

## Lista de canciones
| N.º | Título                   | Duración |  |
| 1.  | «La Caravana Se siente»  | 04:13    |  |
| 2.  | «Canción para mi cabeza» | 04:37    |  |
| 3.  | «Abusame»                | 05:06    |  |
| 4.  | «Soy mi soberano»        | 05:25    |  |
| 5.  | «Hablandoté»             | 04:54    |  |
| 6.  | «Tenete fe»              | 04:05    |  |
| 7.  | «India negra cumbia»     | 04:56    |  |
| 8.  | «Zamba del callar»       | 02:33    |  |
| 9.  | «Nacer»                  | 05:15    |  |

### Videoclips
- Canción Para Mi Cabeza
- Soy Mi Soberano
- Hablándote

## Personal
- Gustavo Cordera, voz y guitarra
- Stella Céspedes, voz y percusión
- Lele Perdomo, guitarras eléctricas, acústicas y voz
- Chacho Píriz, guitarras acústicas y voz
- Schubert Rodríguez, teclados, acordeón y voz
- Licina Picón, voz y teclados
- Pepe Oreggioni, bajo, guitarra acústica, ukelele y voz
- Emiliano Pérez Saavedra, batería y percusión
- Soema Montenegro, voz
- Matías Ruiz, percusión